# Woodstock (Alabama)
Pour les articles homonymes, voir Woodstock.
Woodstock est une localité américaine située à cheval entre le comté de Bibb et le comté de Tuscaloosa, en Alabama.

## Démographie
| 2000 | 2010  | - | - |
| ---- | ----- | - | - |
| 86   | 1 428 | - | - |

## Représentation dans les arts
Woodstock est le théâtre du podcast S-Town, produit par This American Life.